# 前141年
| 千纪： | 前1千纪 |
| 世纪： | 前3世纪 \| 前2世纪 \| 前1世纪                                                                                         |
| 年代： | 前170年代 \| 前160年代 \| 前150年代 \| 前140年代 \| 前130年代 \| 前120年代 \| 前110年代                               |
| 年份： | 前146年 \| 前145年 \| 前144年 \| 前143年 \| 前142年 \| 前141年 \| 前140年 \| 前139年 \| 前138年 \| 前137年 \| 前136年 |
| 纪年： | 西汉汉景帝后元三年 |

## 大事记
- 汉景帝驾崩，其子刘彻继位。
- 猶太脫離塞琉西帝國獨立。
- 月氏難民來到巴克特里亞境內。
- 西蒙·塔西（英语：Simon Maccabaeus）控制了耶路撒冷。

## 逝世
- 3月9日 - 漢景帝劉啟